# Station Nypan
Station Nypan,  is een station in  Stokkan in de gemeente Melhus in fylke Trøndelag  in  Noorwegen. Het station ligt aan Dovrebanen. In 1985 werd het gesloten voor personenvervoer.